# ژیوکو دینف
ژیوکو دینف (بلغاری: Живко Динев؛ زادهٔ ۳۰ ژوئیهٔ ۱۹۸۷) بازیکن فوتبال اهل بلغارستان است.
از باشگاه‌هایی که در آن بازی کرده است می‌توان به اشاره کرد.
وی همچنین در تیم‌ ملی فوتبال زیر ۱۹ سال مردان بلغارستان بازی کرده است.